# یک پخمه زبل
یک پخمه زبل (انگلیسی: A Clever Dummy) یک فیلم کوتاه صامت کمدی است که در سال ۱۹۱۷ منتشر شد.

## بازیگران
- بن ترپین
- چستر کانکلین
- والاس بیری
- جوانیتا هانسن
- کلیر اندرسون
- مارول ریا
- اوا تاچر